# Baba von Karo
Baba von Karo (geb. ca. 1890 in Karo; gest. 3. Juni 1951 in Giwa) war eine Hausafrau, die im heutigen Nigeria lebte. Bekannt wurde sie durch ihre 1954 erschienene Autobiographie, die sie mit Unterstützung der britischen Anthropologin Mary Felice Smith (geb. 1924) verfasste, die ihre Erinnerungen aufschrieb und ins Englische übersetzte.
Durch Babas Autobiographie wurden wichtige Aspekte der nigerianischen Geschichte aus weiblicher Perspektive dokumentiert, die bis dahin kaum Berücksichtigung gefunden hatten. Baba schilderte nicht nur ihre eigenen Erfahrungen, sondern erzählte auch Geschichten von bedeutenden Frauen, die ihr nahe standen, und behandelte viele Themen wie Prostitution, Geburt, Ehe, Frauenfreundschaften und das Leben in den Siedlungen, in denen sie jeweils lebte.

## Biographie
Baba kam etwa 1890 in Karo, einer damals im von den Fulbe dominierten Kalifat von Sokoto gelegenen Kleinstadt im Norden des heutigen Nigerias, als Tochter des Bauern und  Koranlehrers Tsoho und seiner Ehefrau Fatsuma zur Welt. Karo war durch die Landwirtschaft geprägt, insbesondere die Hausa-Frauen arbeiteten auf den Feldern und handelten mit ihren vielfältigen Produkten auf den Märkten.
Baba lebte von 1894 bis 1896 bei ihrer Großmutter A'i, die sie aber nicht gut behandelte. Danach lebte sie bis 1904 im polygamen elterlichen Haushalt. Als Mädchen besuchte sie keine Koranschule, 1900 starb ihre Mutter. Baba war von 1904 bis 1951 viermal verheiratet, die Ehen wurden von den Familien arrangiert; nach dem Tod des dritten Ehemanns hatte sie ihren Wohnsitz im Gehöft des Bruders in Giwa in der Provinz Zaria (im heutigen Bundesstaat Kaduna), wo sie selbständig wirtschaften konnte.
Im vorkolonialen Karo hatten beide Elternteile formal das gleiche soziale Gewicht, Baba erinnerte sich jedoch daran, dass die Ehe männlich geprägt war und weitgehend auf Polygamie beruhte. Verheiratete Frauen zogen auf das Landgut des Vaters ihres Mannes.
1903 wurde das Kalifat gemeinsam von Briten, Franzosen und Deutschen erobert, und Babas Heimat wurde dem britische Protektorat Nordnigeria angegliedert. Sie erlebte die Emanzipation der Sklaven, auch wenn ihr eigenes Leben davon nur wenig berührt wurde. Die Machtstrukturen blieben jedoch trotz der 1833 in England erfolgten rechtlichen Abschaffung der Sklaverei unverändert. Auch die Traditionen, Vorstellungen und sozialen Interaktionen innerhalb der Hausagemeinschaften blieben weitgehend erhalten. Baba erinnerte sich daran, dass in der Erziehung insbesondere die Geschlechterrollen immer noch weitergetragen wurden, den Jungen wurden das Rezitieren des Korans beigebracht, während die Mädchen von ihren Müttern im Kochen und Putzen unterrichtet wurden. Obwohl der Kolonialismus zu Lebzeiten Babas seinen Höhepunkt erreichte, wurde die Auswirkungen der neuen Politiken und Lebensweisen für die Bewohner der ländlichen Gebiete erst viele Jahre später spürbar.
1949 lernte Baba M. F. Smith kennen, die bis 1950 ihre Lebensgeschichte aufnahm. Baba starb am 3. Juni 1951 in Giwa.

## Autobiographie
M. F. Smith publizierte Babas Lebenserinnerungen 1954. Lieder sind ein zentraler Bestandteil der Erzählung und sie beschreiben alle Bereiche des Lebens. Smiths Ehemann M. G. Smith, ebenfalls Anthropologe, trug zu dem Buch einordnende Texte zur Hausa-Kultur's bei.
Die Neuauflage von Baba of Karo aus dem Jahr 1981 enthält ein Vorwort der Simbabwerin Hilda Kuper. Auszüge aus Babas Berichten wurden in die 1992 erschienene Anthologie Daughters of Africa von Margaret Busby aufgenommen.